# Тильзитский мир
Тильзи́тский мир (фр. Traités de Tilsit) — мирный договор, заключённый в результате переговоров, проводившихся с 13 (25) июня по 25 июня (7 июля) 1807 года в Тильзите (ныне город Советск в Калининградской области) между Александром I и Наполеоном, и закончивший Войну четвёртой коалиции.

## Ход переговоров
2 (14) июня 1807 года войска Наполеона в бою при Фридланде (ныне город Правдинск Калининградской области России) примерно в 43 км к юго-востоку от Кёнигсберга (современный Калининград) разгромили и сбросили в реку русскую армию под командованием генерала Л. Л. Беннигсена. Александр I, получив это известие, приказал князю Д. И. Лобанову-Ростовскому ехать во французский лагерь для переговоров о мире. Прусский военачальник Ф. Калькройт также явился к Наполеону от имени своего короля (Фридриха Вильгельма III), но Наполеон усиленно подчёркивал, что заключает мир именно с русским императором. Наполеон в это время находился на берегу Немана, в городке Тильзите, а русская армия и остатки прусской стояли на другом берегу.
13 (25) июня 1807 года императоры Наполеон и Александр встретились в крытом павильоне, поставленном на плоту посредине реки, и около часу беседовали с глазу на глаз. На следующий день в Тильзите Александр I присутствовал на смотре французской гвардии. Наполеон желал союза с Александром и указывал ему на Балканский полуостров (но только не Константинополь) и Финляндию как на награду за помощь Франции в её планах.
Наполеон несколько переоценил чарующее воздействие своей личности (что вскоре признал): Александр со своей ласковой улыбкой, мягкой речью, любезным обхождением был даже в трудных вопросах вовсе не так сговорчив, как хотелось бы французскому императору. «Это настоящий византиец» (фр. C’est un véritable grec du Bas-Empire), — сказал Наполеон своим приближённым.
Александр I показал себя готовым на уступки на переговорах относительно судьбы Пруссии и согласился на французские условия: более половины прусских владений были отобраны Наполеоном у Фридриха-Вильгельма III. Провинции на левом берегу Эльбы были отданы Наполеоном своему брату Жерому. Была восстановлена Польша — однако не из всех бывших провинций, только части прусской под названием Варшавского герцогства. Россия получила как компенсацию Белостокский департамент, из которого была образована Белостокская область. Гданьск (Данциг) стал свободным городом. Все ранее водворённые Наполеоном монархи были признаны Россией и Пруссией. В знак уважения к русскому императору (фр. en considération de l’empereur de Russie) Наполеон оставил прусскому королю старую Пруссию, Бранденбург, Померанию и Силезию. На случай если бы император французов пожелал присоединить к своим завоеваниям Ганновер, решено было вознаградить Пруссию территорией на левом берегу Эльбы. Поражение Пруссии, закреплённое Тильзитским миром, наглядно продемонстрировало её кризисное состояние, но вместе с тем стало, как писал В. И. Ленин, и «поворотом к величайшему национальному подъёму».
Главный пункт Тильзитского договора не был тогда опубликован: Россия и Франция обязались помогать друг другу во всякой наступательной и оборонительной войне, где только это потребуется обстоятельствами. Этот тесный союз устранял единственного сильного соперника Наполеона на континенте; Англия оставалась изолированной; обе державы обязывались всеми мерами понудить остальную Европу соблюдать континентальную систему. 7 июля 1807 года договор был подписан обоими императорами. Наполеона Тильзитский мир вознёс на вершину могущества, а императора Александра поставил в тяжёлое положение. Чувство обиды в столичных кругах было велико. «Тильзит!.. (при звуке сем обидном / Теперь не побледнеет росс)», — писал спустя 14 лет Александр Пушкин в стихотворении «Наполеон». На Отечественную войну 1812 года впоследствии смотрели именно как на событие, «загладившее» Тильзитский мир. Вообще, значение Тильзитского мира было весьма велико: с 1807 года начинается гораздо более смелое хозяйничанье Наполеона в Европе, нежели раньше.

## Результаты Тильзитского мира

### Последствия для России
- Россия признала все завоевания Наполеона. Взамен Россия получила право присоединения Финляндии.
- Россия присоединялась к континентальной блокаде против Англии (секретное соглашение). Россия должна была полностью отказаться от торговли со своим главным торговым партнёром (в частности, условия мирного договора предписывали России полностью исключить экспорт пеньки в Великобританию), и совместно с Францией воздействовать на Австрию, Данию, Швецию и Португалию с теми же целями. Именно этот пункт вызвал особое неудовольствие русской аристократии, терявшей как рынок сбыта для сельскохозяйственной продукции своих поместий, так и возможность приобретать множество ввозимых англичанами товаров элитарного потребления.
- Россия и Франция обязались помогать друг другу во всякой наступательной и оборонительной войне, где только это потребуется.
- Россия негласно обязалась не препятствовать Наполеону в установлении контроля над Ионическими островами. Фактически это означало сдачу Наполеону греческой Республики Семи Островов, зависимой от России. Несколько месяцев спустя эти острова вошли в состав Иллирийских провинций Франции.
- Франция переставала оказывать помощь Турции в русско-турецкой войне 1806—1812 годов.
- Россия получила Белостокскую область.
- Россия официально признавала Жозефа Бонапарта королём неаполитанским, Людовика Бонапарта — королём голландским и Жерома Бонапарта — королём вестфальским.
- Россия признавала Рейнский союз — созданный Наполеоном конгломерат лояльных ему мелких государств Германии.

### Территориальные потери Пруссии
Непосредственным итогом Тильзитского мира стало решающее ослабление Пруссии, полностью разгромленной в войне 1806—1807 годов и потерявшей практически всю свою армию. Согласно решениям, принятым Наполеоном в Тильзите, прусское государство было уменьшено почти наполовину. Вместо 9,75 миллиона жителей в новых границах Пруссии осталось не более 4,5 миллионов. Доходы прусской казны также уменьшились очень сильно, так как уступленные провинции были весьма богаты и плодородны.
Согласно заключённому Александром I и Наполеоном договору, из земель, вошедших в состав Пруссии после трёх разделов Речи Посполитой, создавалось Варшавское герцогство.
Восстанавливался в звании вольного города Гданьск (Данциг), который, однако, теперь находился под покровительством короля Пруссии и короля Фридриха Августа Саксонского. Последний являлся правителем образованного герцогства.
Город Данциг (Гданьск) с пространством земли на две мили во все стороны вокруг его, имеет быть восстановлен в его независимости под покровительством Их Величеств короля Прусского и короля Саксонского…
.
В девятой статье договора были прописаны границы между Российской империей и новым польским государством. В десятой и одиннадцатой статьях оговаривались права новых подданных Саксонского короля.
Не следует, однако, думать, что все польские земли, отошедшие Пруссии, оказались в составе Великого герцогства Варшавского. Немцам удалось сохранить за собой значительную часть польской территории, захваченной при первом и втором разделах Речи Посполитой. Белостокский же округ вошёл в состав России.
Таким образом, почти всё, что Пруссия получила в результате разделов Польши, а также всё, что она приобрела различными способами за годы войн с революционной Францией, было у неё отнято. На территориях на западе Германии, в основном отторгнутых у Пруссии, Наполеон создал марионеточное государство королевство Вестфалия со своим братом Жеромом во главе.
Неполный список территориальных потерь Пруссии:
| Территории, выделенные в отдельные государства | Площадь (в прусских квадратных милях) | Население (тыс.) |
| --- | ------------------------------------- | ---------------- |
| Герцогство Варшавское (польское национальное государство, сателлит Франции, номинально подчинялось Саксонии)                                                          |                                       |                  |
| Вольный город Данциг (город, имевший немецкое население, был взят наполеоновскими войсками в 1807 году после долгой осады, и после окончания войны не был возвращён.) |                                       |                  |
| Отошло к Вестфалии | Площадь (в прусских квадратных милях) | Население (тыс.) |
| Курфюршество Брауншвейг-Люнебург (Ганновер) |                                       |                  |
| Курфюршество Гессен (Гессен-Кассель) |                                       |                  |
| Часть герцогства Магдебург |                                       |                  |
| Графство Марк с городами Эссен, Ферден и Липпштадт | 51 =2893,65 км2 (1100 кв. миль)       | 148              |
| Минденское княжество-епископство с центром в одноимённом городе | 18.5 =1049,66 км2 (410 кв. миль)      | 70,363           |
| Графство Равенсберг | 16.5 =936,18 км2 (360 кв. миль)       | 89,938           |
| города Линген и Теккленбург | 13 =737,6 км2 (280 кв. миль)          | 46               |
| Герцогство Клеве | 20.5 =1163,14 км2 (450 кв. миль)      | 54               |
| Восточная Фризия | 56.5 =3205,71 км2 (1200 кв. миль)     | 119,5            |
| Мюнстерское княжество-епископство | 49 =2718,18 км2 (1000 кв. миль)       | 127              |
| Падерборнское княжество-епископство | 30 =1702,15 км2 (660 кв. миль)        | 98,5             |
| Отошло к Саксонии | Площадь (в прусских квадратных милях) | Население (тыс.) |
| Город Магдебург с частью территорий герцогства Магдебургского на левом берегу Эльбы                                                                                   | 54 =3063,87 км2 (1200 кв. миль)       | 160              |
| Графство Мансфельд | 1.0 =56,74 км2 (22 кв. миль)          | 27               |
| Княжество-епископство Хальберштадт | 26.5 =1503,57 км2 (580 кв. миль)      | 101              |
| Графство Хоэнштайн | 8.5 =482,28 км2 (190 кв. миль)        | 27               |
| Кведлинбург | 1.5 =85,11 км2 (33 кв. миль)          | 13,4             |
| Княжества-епископства Хильдесхайма и Гослара | 40 =2269,53 км2 (880 кв. миль)        | 114              |
| Отошло к России | Площадь (в прусских квадратных милях) | Население (тыс.) |
| Город Белосток со своей округой |                                       |                  |

Тем не менее, Пруссия была сохранена в качестве самостоятельного государства, хотя оказалась в значительной зависимости от Франции.

## Франко-российские отношения в 1807—1812 годах
Тёплые отношения Франции и России после подписания Тильзитского мира длились недолго. В 1808 году Россия развязала войну против Швеции — страны-участника Антинаполеоновской коалиции, благодаря чему присоединила к своим владениям Финляндию. Во время войны Франции с Австрией в 1809 году Александр I помог Наполеону, правда, в очень скромных размерах, ограничившись посылкой 32-тысячного экспедиционного корпуса в Восточную Галицию. За эту символическую помощь, почти не потребовавшую пролития крови, Россия получила Дистрикт Тарнополь (современную Тернопольскую область). Но в следующем году франко-русской дружбе наступил конец.
Александр I открыто пренебрегал пунктами мирного соглашения, в частности континентальной блокадой Англии, которая наносила России немалые экономические убытки: прекращение торговли лесом и другими товарами для строительства кораблей, сокращение экспорта хлеба грозило девальвацией рубля и вызвало большое недовольство купечества. Александр ввёл свободную торговлю с нейтральными странами, что позволило России торговать с Англией через посредников, и повысил таможенные ставки, главным образом на французские товары, и это вызвало возмущение французского правительства. Стремясь придать легитимность своей коронации и основать династию Бонапартов благодаря браку с представительницей правящей европейской династии, Наполеон дважды просил руки сестры Александра и каждый раз получал отказ. В 1810 году после уже третьего отказа Александра выдать за Наполеона свою сестру, тот неожиданно быстро объявил о своём браке с Марией-Луизой, дочерью императора Австрии Франца II, это было расценено российским императором как оскорбление и усиление франко-австрийского союза.
11 февраля 1811 Наполеон формально аннексировал Голландию (после отречения его брата Луи) и ганзейские города. Под аннексию попали и земли родственника Александра I герцога Ольденбургского, вследствие чего российский император был очень обижен. В мае того же года правящая франкофильская партия Швеции неожиданно предложила шведский трон французскому маршалу Жан-Батисту Бернадоту, надеясь получить ослабление торговых ограничений, которые вели страну к кризису, и гарантии против территориальных притязаний России. Хотя Наполеон недолюбливал Бернадота и сначала встретил это предложение неохотно, он в конце концов согласился, а Александр I воспринял это доказательством того, что Наполеон якобы окружает Россию врагами.
Камнем преткновения между Россией и Францией стал «польский вопрос». Из захваченных на западной границе Российской империи земель Наполеон создал герцогство Варшавское, где действовала конституция, освободившая крестьян от крепостной зависимости. Кроме того, Французская империя подталкивала Османскую империю и Персию к войне с Российской империей. Это представляло угрозу для Российской империи, и Александр I подписал тайный договор с Королевством Пруссия о совместном нападении на Герцогство Варшавское. В ответ на это Наполеон ввёл в польские земли свои войска. В России началась мобилизация, после чего к границам Варшавского герцогства были стянуты значительные армейские силы. Российский посол в Париже граф Куракин вручил ноту, в которой российская сторона требовала компенсировать потери герцога Ольденбургского и ликвидировать Варшавское герцогство, а также предупредил, что в случае невыполнения требований в течение восьми дней он оставит столицу Франции.
В мае 1812 года закончилась Русско-турецкая война за Молдову и заключён мир с Турцией. На юге России высвободилась Дунайская армия адмирала Чичагова как заслон от Австрии, вынужденной быть в союзе с Наполеоном.